# واترپلو در المپیک تابستانی ۱۹۵۶
واترپلو در بازی‌های المپیک تابستانی ۱۹۵۶ نام رویداد ورزش واترپلو در بازی‌های المپیک تابستانی بود که در سال ۱۹۵۶ برگزار شد.